# Archaeoneureclipsis fortis
Archaeoneureclipsis fortis là một loài Trichoptera hóa thạch trong họ Polycentropodidae.